# Discographie de Sheryl Crow
Cet article présente la discographie de Sheryl Crow, auteure, compositrice et interprète américaine. Sheryl Crow a enregistré douze albums studios, quatre albums live, six compilations et quarante huit singles.

## Présentation
La carrière discographique de Sheryl Crow débuta d'une façon étrange. Après avoir signé un contrat avec le label majeur A&M Records, Crow enregistra son premier album avec Hugh Padgham à la production et sa sortie était prévue en septembre 1992. Néanmoins, peu de temps avant sa sortie, le label et Sheryl Crow n'étaient pas satisfait de l'album, le trouvant "trop produit" et décidèrent d'un commun accord de ne pas le sortir. Des cassettes audio promotionnelles avait été enregistrées et les rares copies sont aujourd'hui mises en ligne sur internet.
Sheryl Crow rejoindra un groupe de musiciens qui s'appelaient eux-mêmes le « Tuesday Music Club » avec qui elle composera et enregistra l'album Tuesday Night Music Club qui sortira en août 1993. Les ventes de l'album démarrèrent lentement jusqu'à la sortie du single All I Wanna Do en avril 1994. Ce dernier atteindra la deuxième place du Billboard Hot 100 américain en octobre 1994 mais atteindra aussi la première place des charts australiens et canadiens et la cinquième place en France. L'album deviendra et restera le plus grand succès de Sheryl Crow, il sera certifié sept fois disque de platine aux États-Unis (plus de 7 000 000 albums vendus) et remporta notamment le Grammy Award de l'enregistrement de l'année en 1995 pour la chanson All I Wanna Do et le Grammy Award du meilleur nouvel artiste.
Pour une sombre affaire de droits d'écritures, Sheryl Crow se sépara des musiciens du "Tuesday Music Club" et produira son second album elle-même, il sortira fin 1996. Le succès fut immédiat notamment grâce aux singles If It Makes You Happy et Everyday Is a Winding Road. The Globe Sessions suivra en septembre 1998 avant la sortie en 1999 de l'album en public Sheryl Crow and Friends: Live from Central Park que Crow enregistra en compagnie de nombreux invités (Eric Clapton, Stevie Nicks, Keith Richards...). En 2002 et 2005 sortiront respectivement C'mon C'mon et Wildflower toujours produit par Sheryl Crow, ce seront à ce jour hormis la compilation The Very Best of Sheryl Crow les derniers à être certifié aux États-Unis. Sheryl Crow enregistra encore six albums studios, dont un album de chansons de Noël, avant d'annoncer en 2018 que Threads pourrait être son dernier album et qu'elle voudrait se consacrer à l'écriture et la réalisation de chansons individuelles. Cependant, en 2024, elle sort son douzième album intitulé Evolution.
Sheryl Crow a vendu plus de cinquante millions d'albums à travers le monde et obtenu neuf Grammy Awards.

## Albums

### Albums studios
| Album                                                               | Charts | Charts | Charts | Charts | Charts        | Charts | Charts | Charts | Charts | Charts | Charts | Charts | Charts | Certifications                                                             |
| Album                                                               | USA    | ALL    | AUS    | AUT    | BEL (W) / (V) | CAN    | FRA ,  | NOR    | N-Z    | P-B    | SWE    | CH     | UK     | Certifications                                                             |
| ------------------------------------------------------------------- | ------ | ------ | ------ | ------ | ------------- | ------ | ------ | ------ | ------ | ------ | ------ | ------ | ------ | -------------------------------------------------------------------------- |
| Tuesday Night Music Club - Sortie: 3 août 1993 - Label: A&M         | 3      | 9      | 1      | 3      | 36 / 17       | 5      | 8      | 24     | 4      | 17     | 41     | 6      | 8      | 7 × Platine · Or · 3 × Platine · Or · Platine · Or · Platine · 2 × Platine |
| Sheryl Crow - Sortie: 1er septembre 1996 - Label: A&M               | 6      | 17     | 14     | 8      | 15 / 10       | 4      | 38     | 20     | 6      | 23     | 8      | 3      | 5      | 3 × Platine · 3 × Platine · Or · Or · 3 × Platine                          |
| The Globe Sessions - Sortie: 21 septembre 1998 - Label: A&M         | 5      | 4      | —      | 19     | 27 / 10       | 2      | 18     | 10     | 16     | 28     | 9      | 5      | 2      | Platine · 2 × Platine · Or · Or · Platine                                  |
| C'mon C'mon - Sortie: 8 avril 2002 - Label: A&M                     | 2      | 7      | 40     | 12     | 31 / 25       | 2      | 16     | 11     | —      | 50     | 12     | 4      | 2      | Platine · Platine · Or · Or                                                |
| Wild Flower - Sortie: 27 septembre 2005 - Label:                    | 2      | 21     | —      | 51     | 87 / 58       | 1      | 61     | —      | —      | 54     | 48     | —      | 25     | Platine · Platine                                                          |
| Detours - Sortie: 5 février 2008 - Label: A&M                       | 2      | 18     | —      | 32     | 79 / 79       | 2      | 78     | —      | —      | 36     | 27     | 14     | 20     | · Or                                                                       |
| Home for Christmas - Sortie: 26 novembre 2008 - Label: A&M          | 164    | —      | —      | —      | — / —         | —      | —      | —      | —      | —      | —      | —      | —      | —                                                                          |
| 100 Miles from Memphis - Sortie: 20 juillet 2010 - Label: A&M       | 3      | 46     | —      | 38     | 41 / 56       | 2      | 155    | 19     | —      | 44     | —      | 17     | 34     | —                                                                          |
| Feels Like Home - Sortie: 10 septembre 2013 - Label: Warner Records | 7      | —      | —      | —      | 90 / 101      | 16     | 145    | —      | —      | 92     | —      | 60     | 16     | —                                                                          |
| Be Myself - Sortie: 21 avril 2017 - Label: Warner                   | 22     | 97     | —      | —      | 51 / 104      | 59     | —      | —      | —      | 124    | —      | 43     | 47     | —                                                                          |
| Threads - Sortie: 30 août 2019 - Label: Big Machine Records         | 30     | 25     | —      | 34     | 38 / 39       | 31     | 93     | —      | —      | 67     | —      | 9      | 10     | —                                                                          |
| Evolution - Sortie: 29 mars 2024 - Label: Big Machine Records       | —      | 67     | —      | 70     | 112 / 93      | —      | —      | —      | —      | —      | —      | 9      | 90     | —                                                                          |

### Albums Live
| Album                                                                                                | Charts | Charts | Charts | Certifications |
| Album                                                                                                | USA    | All    | Sui    | Certifications |
| --- | ------ | ------ | ------ | -------------- |
| Sheryl Crow and Friends: Live from Central Park - Sortie: 7 décembre 1999 - Label: A&M               | 107    | 76     | —      | · Or           |
| Live at Budokan[A] - Sortie:25 juin 2003 - Label: A&M                                                | —      | —      | —      | —              |
| Live at the Capitol Theatre: 2017 Be Myself Tour - Sortie:9 novembre 2017 - Label: Cleopatra Records | —      | —      | —      | —              |
| Live from the Ryman and More - Sortie:13 août 2021 - Label: BMLG Records                             | —      | 43     | 16     | —              |

Notes
- A[A]: sorti uniquement au Japon[34]

### Compilations
| Album                                                                              | Charts | Charts | Charts | Charts  | Charts | Charts | Charts | Charts | Charts | Charts | Charts | Charts | Certifications                                         |
| Album                                                                              | USA    | ALL    | AUT    | BEL (V) | CAN    | FRA    | NOR    | N-Z    | P-B    | SWE    | CH     | UK     | Certifications                                         |
| ---------------------------------------------------------------------------------- | ------ | ------ | ------ | ------- | ------ | ------ | ------ | ------ | ------ | ------ | ------ | ------ | ------------------------------------------------------ |
| The Very Best of Sheryl Crow - Sortie: 13 octobre 2003 - Label: A&M                | 2      | 27     | 12     | 20      | 2      | 6      | 9      | 6      | 72     | 26     | 7      | 2      | 3 × Platine · 5 × Platine · Platine · Or · 2 × Platine |
| Hits and Rarities - Sortie: 12 novembre 2007 - Label: A&M                          | —      | —      | —      | —       | —      | —      | —      | —      | —      | —      | —      | —      | —                                                      |
| Icon - Sortie: 4 janvier 2011 - Label: A&M                                         | —      | —      | —      | —       | —      | —      | —      | —      | —      | —      | —      | —      | —                                                      |
| Everyday Is A Winding Road - The Collection - Sortie: 15 février 2013 - Label: UMC | —      | —      | —      | —       | —      | —      | —      | —      | —      | —      | —      | —      | —                                                      |
| 5 classic albums - Sortie: 11 novembre 2013 - Label: A&M                           | —      | —      | —      | —       | —      | —      | —      | —      | —      | —      | —      | —      | —                                                      |
| Sheryl: Music from the Feature Documentary - Sortie: 5 mai 2022 - Label: A&M       | —      | —      | —      | —       | —      | —      | —      | —      | —      | —      | —      | —      | —                                                      |

## Singles

### Singles des années 1990
| Année | Titre                       | Classement  | Classement      | Classement      | Classement | Classement | Classement | Classement | Classement | Classement | Classement | Classement | Classement | Classement | Album                               |
| Année | Titre                       | USA Hot 100 | USA Adult top40 | USA Main. top40 | ALL        | AUS        | AUT        | CAN        | FRA ,      | N-Z        | P-B        | SWE        | CH         | UK         | Album                               |
| ----- | --------------------------- | ----------- | --------------- | --------------- | ---------- | ---------- | ---------- | ---------- | ---------- | ---------- | ---------- | ---------- | ---------- | ---------- | ----------------------------------- |
| 1993  | Run Baby Run                | —           | —               | —               | —          | —          | —          | 86         | 41         | —          | 45         | —          | —          | 24         | Tuesday Night Music Club            |
| 1994  | Leaving Las Vegas           | 60          | —               | 31              | —          | —          | —          | 29         | —          | —          | —          | —          | —          | 66         | Tuesday Night Music Club            |
| 1994  | All I Wanna Do              | 2           | 32              | 1               | 10         | 1          | 5          | 1          | 5          | 4          | 10         | —          | 13         | 4          | Tuesday Night Music Club            |
| 1994  | Strong Enough               | 5           | 34              | 3               | 69         | 3          | —          | 1          | —          | 42         | —          | —          | —          | 33         | Tuesday Night Music Club            |
| 1995  | Can't Cry Anymore           | 36          | 29              | 10              | —          | 41         | —          | 3          | —          | —          | —          | —          | —          | 33         | Tuesday Night Music Club            |
| 1995  | What I Can Do for You       | —           | —               | —               | —          | —          | —          | —          | —          | —          | —          | —          | —          | 43         | Tuesday Night Music Club            |
| 1995  | D'yer Mak'er                | —           | —               | 35              | —          | —          | —          | —          | —          | —          | —          | —          | —          | —          | Encomium: A Tribute to Led Zeppelin |
| 1996  | If It Makes You Happy       | 10          | 5               | 4               | 80         | 20         | —          | 1          | 29         | 12         | —          | 20         | 39         | 9          | Sheryl Crow                         |
| 1996  | Everyday Is a Winding Road  | 11          | 4               | 5               | —          | —          | —          | 1          | —          | —          | 79         | —          | —          | 12         | Sheryl Crow                         |
| 1997  | Hard to Make a Stand        | —           | —               | —               | —          | —          | —          | 15         | —          | —          | —          | —          | —          | 22         | Sheryl Crow                         |
| 1997  | A Change Would Do You Good  | —           | 5               | 16              | —          | —          | —          | 2          | 65         | —          | —          | —          | —          | 8          | Sheryl Crow                         |
| 1997  | Home                        | —           | —               | —               | —          | —          | —          | 40         | —          | —          | —          | —          | —          | 25         | Sheryl Crow                         |
| 1997  | Tomorrow Never Dies         | —           | —               | —               | 52         | —          | —          | —          | 21         | —          | 43         | 30         | 12         | 12         | Tomorrow Never Dies Soundtrack      |
| 1998  | My Favorite Mistake         | 20          | 2               | 5               | 79         | —          | —          | 2          | 70         | 16         | 79         | 52         | 29         | 9          | The Globe Sessions                  |
| 1998  | There Goes the Neighborhood | —           | —               | —               | —          | —          | —          | 4          | —          | —          | 99         | 56         | —          | 19         | The Globe Sessions                  |
| 1999  | Anything but Down           | 49          | 7               | 17              | —          | —          | 11         | —          | —          | —          | —          | —          | 19         |            | The Globe Sessions                  |
| 1999  | Sweet Child O' Mine         | —           | 29              | —               | —          | —          | —          | 42         | —          | —          | 95         | —          | —          | 30         | Big Daddy Soundtrack                |

### Singles des années 2000
| Année | Titre                                  | Classement  | Classement      | Classement      | Classement | Classement | Classement | Classement | Classement | Classement | Classement | Classement | Classement | Album                        |
| Année | Titre                                  | USA Hot 100 | USA Adult top40 | USA Main. top40 | ALL        | AUS        | AUT        | CAN        | FRA        | N-Z        | P-B        | CH         | UK         | Album                        |
| ----- | -------------------------------------- | ----------- | --------------- | --------------- | ---------- | ---------- | ---------- | ---------- | ---------- | ---------- | ---------- | ---------- | ---------- | ---------------------------- |
| 2002  | Soak Up the Sun                        | 17          | 1               | 15              | 96         | —          | 15         | 24         | 51         | 19         | 76         | 15         | 16         | C'mon C'mon                  |
| 2002  | Steve McQueen                          | 88          | 13              | —               | —          | —          | —          | —          | —          | —          | 86         | 77         | 44         | C'mon C'mon                  |
| 2003  | C'mon, C'mon (with the Corrs)          | —           | 36              | —               | —          | —          | —          | —          | —          | —          | —          | —          | —          | C'mon C'mon                  |
| 2003  | It's So Easy (with Wolfgang Niedecken) | —           | —               | —               | 92         | —          | —          | —          | —          | —          | —          | —          | —          | C'mon C'mon                  |
| 2003  | The First Cut Is the Deepest           | 14          | 1               | 10              | 61         | 50         | 31         | —          | 60         | 19         | 79         | 45         | 37         | The Very Best of Sheryl Crow |
| 2004  | Light in Your Eyes                     | —           | 10              | —               | —          | —          | —          | —          | —          | —          | —          | —          | 73         | The Very Best of Sheryl Crow |
| 2005  | Good Is Good                           | 64          | 5               | —               | 89         | —          | —          | —          | —          | —          | 98         | 55         | 75         | Wild Flower                  |
| 2006  | Always on Your Side (with Sting)       | 33          | —               | —               | —          | —          | —          | 2          | —          | —          | —          | —          | —          | Wild Flower                  |
| 2006  | Real Gone                              | —           | —               | —               | —          | —          | —          | —          | —          | —          | —          | —          | —          | Bande son du film Cars       |
| 2007  | Love Is Free                           | —           | 17              | —               | 49         | —          | 57         | 30         | —          | —          | —          | 51         | 76         | Detours                      |
| 2008  | Shine Over Babylon                     | —           | —               | —               | —          | —          | —          | —          | —          | —          | —          | —          | —          | Detours                      |
| 2008  | Now That You're Gone                   | —           | —               | —               | —          | —          | —          | —          | —          | —          | —          | —          | —          | Detours                      |
| 2009  | The Christmas Song                     | —           | —               | —               | —          | —          | —          | —          | —          | —          | —          | —          | —          | Home for Christmas           |

### Singles des années 2010 et 2020
| Année | Titre                                                 | Classement  | Classement        | Classement | Classement | Classement | Classement | Classement | Album                                      |
| Année | Titre                                                 | USA Hot 100 | USA Country Songs | USA AAA    | AUT        | CAN        | SWE        | UK         | Album                                      |
| ----- | ----------------------------------------------------- | ----------- | ----------------- | ---------- | ---------- | ---------- | ---------- | ---------- | ------------------------------------------ |
| 2010  | Lean On me (with Kid Rock & Keith Urban)              | 47          | —                 | —          | 45         | 6          | 32         | —          | Hope for Haiti Now                         |
| 2010  | Summer Day                                            | —           | —                 | 3          | —          | —          | —          | —          | 100 Miles from Memphis                     |
| 2010  | Sign Your Name (with Justin Timberlake)               | —           | —                 | 18         | —          | —          | —          | —          | 100 Miles from Memphis                     |
| 2013  | Easy                                                  | 72          | 17                | —          | —          | 49         | —          | 80         | Feels Like Home                            |
| 2013  | Callin' Me When I'm Lonely                            | —           | 26                | —          | —          | —          | —          | —          | Feels Like Home                            |
| 2014  | Shotgun                                               | —           | 51                | —          | —          | —          | —          | —          | Feels Like Home                            |
| 2017  | Halfway There (with Gary Clark, Jr.)                  | —           | —                 | 19         | —          | —          | —          | —          | Be Myself                                  |
| 2017  | Be Myself                                             | —           | —                 | —          | —          | —          | —          | —          | Be Myself                                  |
| 2018  | Wouldn't Want to Be Like You (with Annie Clark)       | —           | —                 | —          | —          | —          | —          | —          | Threads                                    |
| 2019  | Redemption Day (with Johnny Cash)                     | —           | —                 | —          | —          | —          | —          | —          | Threads                                    |
| 2019  | Prove You're Wrong (with Stevie Nicks & Maren Morris) | —           | 33                | —          | —          | —          | —          | —          | Threads                                    |
| 2019  | Tell Me When It's Over (with Chris Stapleton)         | —           | —                 | 38         | —          | —          | —          | —          | Threads                                    |
| 2020  | In the End                                            | —           | —                 | —          | —          | —          | —          | —          | sorti uniquement en single                 |
| 2022  | Forever                                               | —           | —                 | —          | —          | —          | —          | —          | Sheryl: Music from the Feature Documentary |
| 2023  | Alarm Clock                                           | —           | —                 | —          | —          | —          | —          | —          | Evolution                                  |
| 2024  | Evolution                                             | —           | —                 | —          | —          | —          | —          | —          | Evolution                                  |
| 2024  | Do It Again                                           | —           | —                 | —          | —          | —          | —          | —          | Evolution                                  |
| 2024  | Digging in the Dirt (featuring Peter Gabriel)         | —           | —                 | —          | —          | —          | —          | —          | Evolution                                  |

## Principales collaborations
| Année | Artiste                            | Album                                            | Titre(s)                                                           | Collaboration                                                 |
| ----- | ---------------------------------- | ------------------------------------------------ | ------------------------------------------------------------------ | ------------------------------------------------------------- |
| 1988  | P.M.                               | P.M. (album)                                     | non précisé                                                        | chœurs                                                        |
| 1989  | Neal Schon                         | Late Night                                       | "Softly"                                                           | chœurs, scat                                                  |
| 1989  | Jimmy Buffett                      | Off To See The Lizard                            | non précisé                                                        | chœurs                                                        |
| 1989  | Don Henley                         | The End of the Innocence                         | "If Dirt Were Dollars"                                             | chœurs                                                        |
| 1991  | Belinda Carlisle                   | Live Your Life Be Free                           | "Half the World", "Little Black Book", "World of Love"             | chœurs                                                        |
| 1991  | Taj Mahal                          | Like Never Before                                | Don't Call Us                                                      | chœurs                                                        |
| 1991  | Kenny Loggins                      | Leap of Faith                                    | duo sur "I Would Do Anything"                                      | chœurs sur "Leap of Faith", et "If You Believe"               |
| 1992  | Patty Smyth                        | Patty Smyth                                      | non précisé                                                        | chœurs                                                        |
| 1997  | Salt-N-Pepa                        | Brand New                                        | "Imagine"                                                          | chant                                                         |
| 1997  | Dwight Yoakam                      | Under the Covers                                 | "Baby Don't Go"                                                    | duo                                                           |
| 1998  | Scott Weiland                      | 12 Bar Blues                                     | "Lady, Your Roof Brings Me Down"                                   | accordéon                                                     |
| 1998  | Mitchell Froom                     | Dopamine                                         | "Monkey Mind"                                                      | chant, écriture                                               |
| 1999  | Prince                             | Rave Un2 the Joy Fantastic                       | "Baby Knows"                                                       | duo                                                           |
| 1999  | Indigo Girls                       | Come On Now Social                               | "Cold Beer And Remote Control"                                     | chœurs                                                        |
| 2000  | Johnny Cash                        | American III: Solitary Man                       | chant sur "Field of Diamonds"                                      | accordéon sur "Mary of the Wild Moor" et "Wayfaring Stranger" |
| 2001  | Neil Finn                          | One Nil                                          | chant sur "Turn And Run" et "Driving Me Mad"                       | accordéon sur "Into The Sunset"                               |
| 2001  | Kid Rock                           | Cocky                                            | "Picture"                                                          | chant, basse, guitare 12 cordes                               |
| 2001  | Tony Bennett                       | Playin' with My Friends: Bennett Sings the Blues | "Good morning Heartache"                                           | duo                                                           |
| 2001  | Stevie Nicks                       | Trouble in Shangri-La                            | 6 titres                                                           | guitare, basse, chœurs, écriture, production                  |
| 2002  | Steve Earle                        | Side Tracks                                      | "Time as Come Today"                                               | chant                                                         |
| 2002  | Willie Nelson                      | The Great Divide                                 | "Be There for You"                                                 | duo                                                           |
| 2002  | Counting Crows                     | Hard Candy                                       | "American Girls"                                                   | chœurs                                                        |
| 2003  | Kid Rock                           | Kid Rock                                         | "Run Off To L.A"                                                   | chant, écriture                                               |
| 2003  | Fleetwood Mac                      | Say You Will                                     | "Say You Will" et "Silver Girl"                                    | orgue Hammond, chœurs                                         |
| 2003  | Rosanne Cash                       | Rules of Travel                                  | "Beautiful Pain"                                                   | harmonie vocale                                               |
| 2003  | Michelle Branch                    | Hotel Paper                                      | "Love Me Like That"                                                | duo                                                           |
| 2004  | The Rolling Stones                 | Live Licks                                       | "Honky Tonk Women"                                                 | duo                                                           |
| 2004  | Zucchero                           | Zu&Co                                            | "Blue"                                                             | duo                                                           |
| 2005  | B.B. King                          | B.B. King & Friends: 80                          | "Need Your Love So Bad"                                            | duo                                                           |
| 2005  | Brooks & Dunn                      | Hillbilly Deluxe                                 | "Building Bridges"                                                 | chant                                                         |
| 2007  | Ryan Adams                         | Easy Tiger                                       | "Two"                                                              | chœurs                                                        |
| 2007  | Dan Wilson                         | Free Life                                        | "Sugar"                                                            | harmonies vocales                                             |
| 2010  | Jerry Lee Lewis                    | Mean Old Man                                     | "You Are My Sunshine""                                             | duo                                                           |
| 2010  | Miley Cyrus                        | Hannah Montana Forever                           | "Need a Little Love"                                               | duo                                                           |
| 2010  | Kid Rock                           | Born Free                                        | "Collide"                                                          | duo                                                           |
| 2010  | Eric Clapton                       | Clapton                                          | "Diamonds Made from Rain"                                          | chant                                                         |
| 2010  | Tony Bennett                       | Duets II                                         | "The Girl I Love"                                                  | duo                                                           |
| 2011  | Levon Helm                         | Ramble at the Ryman                              | non precisé                                                        | chant, autoharpe                                              |
| 2012  | Willie Nelson                      | Heroes                                           | "Come on Up to the House"                                          | duo                                                           |
| 2013  | Amy Grant                          | How Mercy Looks from Here                        | "Deep As It Is Wide"                                               | duo                                                           |
| 2013  | Charlie Worsham                    | Rubberband                                       | "Love Don't Die Easy"                                              | chœurs                                                        |
| 2013  | Brad Paisley                       | Wheelhouse                                       | "Karate"                                                           | chœurs                                                        |
| 2014  | Kevin Gilbert                      | Toy Matinée (acoustic)                           | "Remember My Name", "There Was A Little Boy" "Turn It On Salvador" | claviers, chœurs                                              |
| 2014  | Joshua Radin                       | Onward and Sideways                              | "Beautiful Day"                                                    | chant, harmonies vocales                                      |
| 2014  | Smokey Robinson                    | Smokey & Friends                                 | "The Tears of a Clown"                                             | duo                                                           |
| 2017  | John Mayer                         | The Search for Everything                        | "In the Blood"                                                     | chant                                                         |
| 2017  | Rodney Crowell                     | Close Ties                                       | "I'm Tied To Ya'"                                                  | chant                                                         |
| 2019  | Hootie and the Blowfish            | Imperfect Circle                                 | "Turn It Up"                                                       | chœurs                                                        |
| 2019  | Lukas Nelson & Promise of the Real | Turn Off the News (Build a Garden)               | "Turn Off the News (Build a Garden)"                               | chœurs                                                        |
| 2019  | The Highwomen                      | The Highwomen                                    | chœurs sur "Highwoman"                                             | basse sur "My Only Child"                                     |
| 2020  | Yola                               | —                                                | "Hold On"                                                          | piano                                                         |
| 2021  | Barry Gibb                         | Greenfields                                      | "How Can You Mend a Broken Heart"                                  | duo                                                           |